# Yanuncay
De Yanuncay is een rivier in Ecuador. De rivier loopt langs de stad Cuenca en is de tweede grootste van de vier rivieren die de stad doorkruisen.
De rivier ontspringt ten zuiden van Nationaal park Cajas, in de Angasmoerassen ongeveer 4000 meter boven zeeniveau. De rivier stroomt door het zuidelijke deel van de stad Cuenca.
In de stad Cuenca sluit de Tarqui aan op de Yanuncay, vlak bij de straten Francisco Moscoso en 24 de Mayo.
De rivier mondt uit in de Tomebamba, die na aansluiting op de Machángara de Cuenca (rivier), een zijrivier van de Paute, wordt. Het water van de Yanuncay bereikt na het passeren van andere rivieren de Amazonerivier en vervolgens de Atlantische Oceaan. De belangrijkste zijrivier van de Yanuncay is de Tarqui.